# Europäisches Handicap
Das Europäische Handicap, oft auch als 3-Weg(e)-Handicap bezeichnet, ist eine Art der Sportwette, bei der einem der Teams vor dem Spiel durch fiktive Tore oder Punkte ein Vorteil gegeben wird. 
Ziel ist es dabei, zwischen den Teams gleiche Chancen zu schaffen. Dadurch ergeben sich bessere Wettquoten als bei der klassischen 3-Weg-Wette. Durch den Nachteil auf Seiten des stärkeren Teams erhält der Spieler, bei Gewinn seiner Wette, einen höheren Auszahlungsbetrag.

## Beschreibung
Bei Wetten, die drei Ausgangsmöglichkeiten haben, gibt es zunächst eine statistische Wahrscheinlichkeit von 1:3 für jedes Ereignis. Die Chance, dass alle drei Ereignisse die gleiche Wahrscheinlichkeit haben, ist aber im Bereich der Sportwetten gleich null. 
Wären die Teams genau gleich stark, wäre ein Unentschieden das Ergebnis mit der höchsten Wahrscheinlichkeit. Ist eine Mannschaft besser als die andere, so ist die Wahrscheinlichkeit ebenfalls verschoben, da es dann wahrscheinlicher wäre, dass das stärkere Team gewinnt.
In dem Fall, dass eine Mannschaft stärker ist als der Gegner, ist die Wahrscheinlichkeit eines Unentschiedens dementsprechend geringer. Die Wahrscheinlichkeit für einen Sieg der schwächeren Mannschaft ist sogar noch niedriger. Auch Faktoren wie der Heimvorteil spielen bei den Wahrscheinlichkeiten eine Rolle.
Gibt es einen klaren Favoriten, so sind die Quoten bei klassischen 3-Weg-Wetten ohne Handicap für diesen sehr niedrig, was die Wetten auf den Sieg des Favoriten unattraktiv macht. 
Aus diesem Grund bieten Buchmacher verschiedene Arten der sogenannten Handicap-Wetten an. Die 3-Weg-Handicap-Wette bietet neben den Wetten mit dem Asiatischen Handicap eine Möglichkeit, eine höhere Wettquote zu erhalten. Oft werden Handicap-Wetten auch genutzt, um die eigenen Wetten abzusichern.
Bei der 3-Weg-Handicap-Wette (englisch 3-way Handicap) werden dem Favoriten fiktiv nach Ende des Ereignisses vorher festgelegte Punkte oder Tore abgezogen bzw. der schwächeren Mannschaft dazugezählt, wodurch das schwächere Team einen Torvorsprung erhält.
Dadurch muss das stärkere Team mehr Tore erzielen, um unter Berücksichtigung des Handicaps das Spiel zu gewinnen. So lassen sich die Chancen vom Buchmacher beliebig verschieben. 
Häufig bieten Wettanbieter mehrere Wetten mit Europäischem Handicap bei einem Spiel an. So kann man mit verschiedenen fiktiven Tordifferenzen wetten.

## Beispiel für eine 3-Weg-Handicap-Wette
Angenommen, der FC Bayern München spielt im DFB-Pokal gegen Holstein Kiel. In einem solchen Spiel hätte Bayern München die klare Favoritenrolle und die Quoten bei einer klassischen 3-Wege-Wette wären auf einen Sieg des FC Bayern München sehr niedrig. 
Das Handicap könnte für dieses Spiel FC Bayern München (-1) und Holstein Kiel (+1) sein, wobei drei Wettquoten zur Verfügung stünden:
FC Bayern München (-1): 1,78
Unentschieden (-1): 3,97
Holstein Kiel (+1): 4,30
Sollte in dieser Partie der FC Bayern zwei oder mehr Tore erzielen, ohne dabei ein Gegentor zu kassieren, hätte der FC Bayern gewonnen. Sollten auf beiden Seiten gleich viele Tore Fallen, so gewinnt Holstein Kiel, da ihnen ein weiteres fiktives Tor gegeben wird. 
Wenn Holstein Kiel mehr Tore erzielen würde, so hätten sie ebenfalls gewonnen. Schießt der FC Bayern ein Tor, so wäre das Spiel unentschieden zu Ende gegangen.

## Unterschied zum Asiatischen Handicap
Wetten mit dem Europäischen Handicap ermöglichen mit Sieg, Niederlage und Unentschieden drei Resultate. Im Gegensatz dazu gibt es beim Asiatischen Handicap mit Sieg oder Niederlage nur 2 mögliche Ausgänge.
Die 3-Weg-Wette wird nach Ablauf der regulären Spielzeit plus Nachspielzeit ausgewertet. Weicht ein Buchmacher von diesem Zeitpunkt zum Abschluss der Wette ab, so wird dies in den AGB des Anbieters genannt bzw. es wird direkt bei der Wette auf eine Änderung hingewiesen.